# ホテルメトロポリタン盛岡
ホテルメトロポリタン盛岡（ホテルメトロポリタンもりおか、Hotel Metropolitan Morioka）は、岩手県盛岡市にあるJR東日本ホテルズのシティホテルブランド「メトロポリタンホテルズ」のホテルである。盛岡ターミナルビル株式会社が運営する。また、当ホテルの運営によるマリオス20F展望レストラン「スカイメトロ」がある。

## 概要
盛岡駅ビル「フェザン」本館の上層階にホテルメトロポリタン盛岡が、マリオスロードを挟み旭橋寄りにホテルメトロポリタン盛岡ニューウイングが位置する。
東北新幹線開業の前年である1981年（昭和56年）4月10日、盛岡駅ビルフェザンと同時に盛岡ターミナルホテルとして開業した。当初は年間稼働率も低かったが、東北新幹線の開業によって年々盛岡への来訪客も増えたため、それに伴いホテル利用客も四季を問わず増加した。
1991年（平成3年）7月にメトロポリタンホテルズへのブランド名変更により現在のホテル名へと改称、1994年（平成6年）4月にはホテルを運営する株式会社盛岡ターミナルホテルと、フェザンを運営する株式会社盛岡ターミナルビル（旧）が合併し、新たに盛岡ターミナルビルが設立されたことで、同社の運営となった。
1996年（平成8年）5月に本館から100ｍほど離れた敷地に地元企業である橋市倉庫が建設したホテルにテナントとして入居し、ホテル新館ニューウイングが開業した。新館ニューウイングには、国際会議の開催にも対応可能な宴集会機能もあわせて備えた。
2008年（平成20年）にはホテル本館がリニューアルオープンしている。

## 沿革
- 1979年（昭和54年）
  - 4月5日 - 盛岡ターミナルビル株式会社設立。
  - 10月 - 盛岡ターミナルホテル株式会社設立。
- 1981年（昭和56年）4月10日 - 盛岡ターミナルホテル・フェザン開業。
- 1991年（平成3年）7月 - 盛岡ターミナルホテルからホテルメトロポリタン盛岡へと名称を変更。
- 1994年（平成6年）4月 - 「盛岡ターミナルビル株式会社」と「盛岡ターミナルホテル株式会社」が合併し、新たに「盛岡ターミナルビル株式会社」が設立される。
- 1996年（平成8年）5月8日 - ホテル新館ニューウイングが開業[3][5]。
- 2001年（平成13年）8月 - ホテルメトロポリタン盛岡の運営により、マリオス20F展望室レストラン「スカイメトロ」がオープン。
- 2008年（平成20年）4月 - ホテル本館リニューアルオープン。

## 施設

### 本館
- 客室数：190（5F～9F）
- レストラン
  - チャイニーズダイニング「JUEN」
- 宴会場
  - 大宴会場「岩手」「姫神」
  - 中宴会場「早池峰」（「はやちね」「かきつばた」の2室に分割可能）
  - 小宴会場「すずらん」「りんどう」

など

### ニューウイング
- 客室数：121（6F～10F）
- レストラン
  - 日本料理「対い鶏」
  - フランス料理「モン・フレーブ」
  - ダイニングバー「ジョバンニ」
  - ティーラウンジ「クローバー」
- 宴会場
  - 大宴会場「ギャラクシー」（11F）、「メトロポリタンホール」（4F）、「星雲」（3F、2室に分割可能）
  - 中宴会場「マーキュリー」（11F）、「桐」（3F、「きり」「ふじ」の2室に分割可能）、「桂」（3F、「かつら」「かえで」の2室に分割可能）

など

## 交通アクセス

### 本館
- JR・IGRいわて銀河鉄道盛岡駅より約1分。ステーションデパートフェザンと直結。

### ニューウイング
- 盛岡駅より約3分。
- 岩手県交通｢旭橋｣バス停下車すぐ。